# Финале Купа европских шампиона 1984.
Финале Европског купа 1984. је била фудбалска утакмица између Ливерпула из Енглеске и Роме из Италије. Утакмица је одиграна 30. маја 1984. на стадиону Олимпико, Рим, Италија. Био је то финални меч сезоне 1983–84 у првом европском куп такмичењу, Европском купу. Ливерпул је наступао у свом четвртом финалу, пошто је победио у такмичењу 1977, 1978. и 1981. Рома је играла у свом првом финалу овог такмичења.
Сваки клуб је морао да прође кроз четири кола да би стигао до финала. Утакмице су се играле у по два меча, са једном утакмицом у гостима и са једном утакмицом на домаћем теренуа. Ливерпулове утакмице су се кретале од тесних резултата до угодних победа. У другом колу су победили Атлетик Билбао са једним голом, док су у четвртфиналу победили Бенфику укупним резултатом 5-1. Утакмице Роме су биле тесне, побеђивала је у полуфиналу са два гола разлике. У полуфиналу су победили Данди јунајтед са укупним резултатом 3–2, иако је касније откривено да је Рома подмитила судију у реваншу полуфинала.
Пошто је финале одржано на домаћем терену Роме, ушли су у меч као фаворити, упркос претходном рекорду Ливерпула у такмичењу. На стадиону се окупило 69.693 гледалаца а Ливерпул је повео у првом полувремену када је Фил Нил постигао гол, али је Рома изједначила пре полувремена преко Роберта Пруца. Са резултатом од 1–1 до краја утакмице и краја продужетака, меч је отишао у извођење једанаестераца. Ливерпул је победио у распуцавању резултатом 4-2 и освојио свој четврти Куп Европе.

## Пут до финала

### Ливерпул
| Коло         | Противник       | Прва ут. | Друга ут. | Збирни резултат |
| ------------ | --------------- | -------- | --------- | --------------- |
| 1. коло      | Оденсе          | 1–0 (г)  | 5–0 (д)   | 6–0             |
| 2. коло      | Атлетик Билбао  | 0–0 (д)  | 1–0 (г)   | 1–0             |
| Четвртфинале | Бенфика         | 1–0 (д)  | 4–1 (г)   | 5–1             |
| Полуфинале   | Динамо Букурешт | 1–0 (д)  | 2–1 (г)   | 3–1             |

Ливерпул је ушао у такмичење победом у Првој дивизији фудбалске лиге 1982–83, улазећи као шампион Енглеске. Противници у првом колу били су дански шампион Оденсе Болдклуб. Прву утакмицу у Данској на стадиону Оденсе победио је Ливерпул резултатом 1-0. Победа од 5-0 у реваншу на свом терену Енфилду обезбедила је да су победили са укупном резултатом од 6-0.
У другом колу Ливерпул је играо против шампиона Шпаније Атлетик Билбаоа. Прва утакмица у Енглеској завршила се резултатом 0–0, али је Ливерпул победио у реваншу на стадиону Сан Мамес резултатом 1–0 захваљујући голу Ијана Раша и победио укупним скором од тесних 1–0. Противник Ливерпула у четвртфиналу била је португалски шампион Бенфика. Ливерпул је победио у првој утакмици у Енглеској резултатом 1–0 после још једног гола Ијана Раша. Реванш меч на стадиону Естадио да Луз у Португалији резултирао је победом Ливерпула резултатом 4–1. Тако су победили са укупном резултатом од 5–1.
У полуфиналу противник Ливерпула био је румунски шампион Динамо Букурешти. У првој утакмици у којој је капитен Ливерпула Грем Сунес сломио вилицу везисти Динама Лике Мовиле, победио је Ливерпул резултатом 1–0. Реванш меч на Стадионулу 23. августа добио је Ливерпул резултатом 2–1 после два гола Ијана Раша. Ливерпул је победио са укупним резултатом од 3-1 и напредовао до свог четвртог финала Купа Европе.

### Рома
| Коло         | Противник      | Прва ут. | Друга ут. | Збирни резултат |
| ------------ | -------------- | -------- | --------- | --------------- |
| 1. коло      | Гетеборг       | 3–0 (д)  | 1–2 (г)   | 4–2             |
| 2. коло      | ЦСКА Софија    | 1–0 (г)  | 1–0 (д)   | 2–0             |
| Четвртфинале | Динамо Берлин  | 3–0 (д)  | 1–2 (г)   | 4–2             |
| Полуфинале   | Данди јунајтед | 0–2 (г)  | 3–0 (д)   | 3–2             |

Рома се квалификовала за такмичење тако што је победила у Серији А 1982–83 и постала шампион Италије. Шведски шампион ИФК Гетеборг им је био противник у првом колу. Рома је победила у првом мечу резултатом 3-0 на свом стадиону Стадио Олимпико после постигнута три гола у другом полувремену Франческа Винчензија, Бруна Контија и Тониња Сереза. Упркос поразу у реваншу у Шведској резултатом 2–1, Рома је напредовала у друго коло, победивши са укупним скором од 4–2.
Њихов противник у другом колу био је бугарски шампион ЦСКА из Софије. Рома је победила у првом мечу у Бугарској резултатом 1–0, а још једна победа од 1–0 у реваншу у Италији значила је да је Рома победила  укупним резултатом од 2–0. Динамо Берлин, шампион Источне Немачке, био је противник у четвртфиналу. Рома је победила у првом мечу резултатом 3–0, после голова Франческа Грацијанија, Пруца и Сереза. Поражени су са 2–1 у реваншу на терену у Берлину, Спортфорум Хохеншонхаузен, али су са укупним скором од 4–2 прошли даље у полуфинале.
Противник у полуфиналу био је шкотски шампион Данди јунајтед. Прва утакмица је одржана на домаћем терену Данди Јунајтеда, Теннадис парку. Данди јунајтед је победио у мечу са 2:0, што значи да је Рома морала да победи са три чиста гола да би прошла у финале. Рома је заиста постигла три гола и победила резултатом 3–0 и прошла у финале, захваљујући укупној победи од 3–2. У 1986. години УЕФА је суспендовала председника Роме Дина Виолу због покушаја да подмити судију Мишела Вотроа са 50.000 фунти пре меча.

## Утакмица

### Позадина
Ливерпул је играо у четвртом финалу Купа Европе. Освојили су своја три претходна наступа 1977, 1978. и 1981. Рома је играла у свом првом финалу Европског купа. Њихов једини успех у европском такмичењу био је у Купу сајамских градова, који су освојили 1961. године.
Ливерпул је завршио прву дивизију фудбалске лиге 1983–84 као шампион. Такође су освојили Куп фудбалске лиге 1983–84 победивши Евертон са 1–0 у репризи након што је финале завршено 0–0. Њихов успех је значио да је Ливерпул ушао у меч са шансом да освоји троструки трофеј без преседана. Рома је завршила на другом месту током Серије А 1983–84 и освојила Куп Италије 1983–84, као резултат тога су се квалификовали за Куп победника купова, али победа би им омогућила да се такмиче у Европском купу следеће сезоне.
Финале је одржано на стадиону Олимпико у Риму, који је био домаћи терен Роме. УЕФА је одлучила да се утакмица и даље игра на стадиону, иако је то домаћи терен Роме. Дакле, утакмица је за њих заправо била домаћи меч. Стадион је био значајан и за Ливерпул, јер је њихова победа 1977. дошла на овом терену. Са предношћу домаћина Рома је ушла у меч као фаворит, и имала је 13–8 са кладионицама за победу.

### Детаљи
| Ливерпул                           | 1–1 (п. с. н.) | Рома                                    |
| ---------------------------------- | -------------- | --------------------------------------- |
| Нил 13’                            | Извештај       | Пруцо 42’                               |
| Пенали                             |                |                                         |
| Никол · Нил · Сунес · Раш · Кенеди | 4–2            | Бартоломеј · Конти · Ригети · Грацијани |

| Ливерпул | Рома |

| GK               | 1  | Брус Гробелар    |     |     |
| RB               | 2  | Фил Нил          | 32’ |     |
| CB               | 4  | Марк Лоуренсон   |     |     |
| CB               | 6  | Алан Хансен      |     |     |
| LB               | 3  | Алан Кенеди      |     |     |
| RM               | 8  | Семи Ли          |     |     |
| CM               | 10 | Крејг Џонстон    |     | 72’ |
| CM               | 11 | Грејем Сунес (c) |     |     |
| LM               | 5  | Рони Велан       |     |     |
| SS               | 7  | Кени Далглиш     |     | 94’ |
| CF               | 9  | Ијан Раш         |     |     |
| Резервни играчи: |    |                  |     |     |
| FW               | 15 | Мајкл Робинсон   |     | 94’ |
| GK               | 13 | Боб Болдер       |     |     |
| DF               | 12 | Стив Никол       |     | 72’ |
| FW               | 14 | Дејвид Хоџсон    |     |     |
| DF               | 16 | Гери Гилеспи     |     |     |
| Менаџер:         |    |                  |     |     |
| Џо Фаган         |    |                  |     |     |

| GK               | 1  | Франко Танкреди            |     |      |
| RB               | 2  | Микеле Напи                |     |      |
| CB               | 3  | Дарио Бонети               |     |      |
| CB               | 4  | Убалдо Ригети              |     |      |
| LB               | 6  | Себастијано Нела           |     |      |
| DM               | 10 | Агостино Ди Бартоломеј (c) |     |      |
| CM               | 8  | Тонињо Черецо              |     | 115’ |
| CM               | 5  | Пауло Роберто Фалкао       |     |      |
| RW               | 7  | Бруно Конти                | 15’ |      |
| LW               | 11 | Франческо Грацијани        |     |      |
| CF               | 9  | Роберто Пруцо              |     | 64’  |
| Резервни играчи: |    |                            |     |      |
| GK               | 12 | Астутило Малђољо           |     |      |
| DF               | 13 | Емидио Оди                 |     |      |
| MF               | 14 | Марк Тулио Штрукељ         |     | 115’ |
| FW               | 15 | Одоакре Киерико            |     | 64’  |
| FW               | 16 | Франческо Вичензи          |     |      |
| Менаџер:         |    |                            |     |      |
| Нилс Лидхолм     |    |                            |     |      |

| Помоћне судије: Ханс Харисон (Шведска) Хакан Лундгрен (Шведска) |